# Vasconcellea
Vasconcellea es un género  de plantas con flores de la familia Caricaceae. La mayoría fue tratada anteriormente en el género Carica. Este género también ha sido llamado  "Vasconcella".  Comprende 33 especies descritas y de estas, solo 11 aceptadas.

## Descripción
Son arbustos o pequeños árboles perennes de corta vida que alcanzan los 5 metros de altura. Son nativos de las regiones tropicales de Sudamérica. Muchas especies tienen frutos comestibles como la papaya, llamados higos de mastuerzo, y son extensamente cultivados en Sudamérica. Las especies de Vasconcellea a menudo se agrupan como "papayas de las tierras altas" o "papayas de montaña" debido a su parecido con la papaya y por sus preferencias ecológicas típicas para las altitudes más altas.

## Taxonomía
El género fue descrito por Augustin Saint-Hilaire y publicado en Deuxiéme Mémoire sur les Résédacées 12–13. 1837. La especie tipo es: Vasconcellea quercifolia

## Especies
- Vasconcellea badilloi Tineo et al. (2020).[5]
- Vasconcellea candicans (Mito)
- Vasconcellea carvalhoae Tineo et al. (2020).
- Vasconcellea cauliflora
- Vasconcellea chachapoyensis Tineo et al. (2020).
- Vasconcellea chilensis
- Vasconcellea crassipetala
- Vasconcellea cundinamarcensis
- Vasconcellea glandulosa
- Vasconcellea goudotiana
- Vasconcellea horovitziana
- Vasconcellea longiflora
- Vasconcellea microcarpa
- Vasconcellea monoica
- Vasconcellea omnilingua
- Vasconcellea palandensis
- Vasconcellea parviflora
- Vasconcellea pentalobis Tineo et al. (2020).
- Vasconcellea peruviensis Tineo et al. (2020).
- Vasconcellea pulchra
- Vasconcellea quercifolia
- Vasconcellea sphaerocarpa
- Vasconcellea sprucei
- Vasconcellea stipulata
- Vasconcellea weberbaueri

Híbrido
- Vasconcellea ×heilbornii